# کارلن آوتیسیان
کارلن کاراپتی آوتیسیان (ارمنی: Կառլեն Կարապետի Ավետիսյան؛ ۲۸ نوامبر ۱۹۴۰ – ۷ مه ۲۰۰۴) نقاش، و مربی اهل ارمنستان بود. 

## زندگی‌نامه
در ۲۸ نوامبر ۱۹۴۰ در روستای آروشات به دنیا آمد. وی در سال ۱۹۶۱ از کالج دولتی هنرهای زیبای پانوس ترلمزیان و در ۱۹۶۹ از آکادمی هنرهای زیبا و نمایشی ارمنستان فارغ‌التحصیل شد. در بین سال‌های ۱۹۷۰ تا ۱۹۸۸ وی در دپارتمان محافظت از بناهای یادبود به عنوان نقاش-ترمیم‌گر فعالیت می‌کرد. از سال ۱۹۷۷ آوتیسیان در هنرهای کالج زیبای پانوس ترلمزیان تدریس می‌نمود. وی همچنین در بین سال‌های ۱۹۹۶ تا ۲۰۰۴ به عنوان استاد آکادمی دولتی هنرهای زیبای ارمنستان تدریس می‌کرد. وی در ۷ مه ۲۰۰۴ در سن ۶۳ سالگی در ایروان درگذشت.

## آثار
کارلن آوتیسیان خالق نقاشی‌های دیواری (گرند هتل ایروان، ۱۹۹۹) و پرده‌های نگارینی است که در خانه‌موزۀ خاچاطور آبوویان (۱۹۷۳) نگهداری می‌شود. پرده‌های نگارین سالن ورزشی و کنسرت مجموعه کارن دمیرچیان (۱۹۸۴) هم از جمله آثار اوست. وی در سال ۱۹۹۰ خلقِ یک پرده نگارین را بر اساس طرحی از گریگور خانجیان به پایان رساند که اکنون به امانت در کلیسای جامع اچمیادزین نگهداری می‌شود.

آوتیسیان به خاطر آثار گرافیکی خویش شناخته شده‌است:
- روز گل[الف] (ارمنی: Ծաղկի տոն) ۱۹۸۹
- خانواده[ب] (ارمنی: Ընտանիք) ۱۹۸۹
- ترکیب‌بندی[پ] (ارمنی: Կոմպոզիցիա) ۱۹۹۶
- صبح زود[ت] (ارمنی: Առավոտ լուսո) ۱۹۹۸
- سقوط آدم[ث] (ارمنی: Ադամի անկումը) ۱۹۹۹
- جشن (ارمنی: Տոնախմբություն) ۲۰۰۰
- شکوفه گل[ج] (ارمنی: Ծաղկունք) ۲۰۰۰
- درخت زندگی (ارمنی: Կենաց ծառ) ۲۰۰۰
- بهار (ارمنی: Գարուն) ۲۰۰۰
- خلقت (ارمنی: Արարում) ۲۰۰۱
- زن و اسب (ارمنی: Կինն ու ձին) ۲۰۰۲

آثار آوتیسیان در ایروان در سال ۲۰۰۳ و در سوریه، اروپا، ایالات متحده آمریکا به نمایش گذاشته شده‌است.

## یادداشت
1. ↑  Flower day
2. ↑  Family
3. ↑  Composition
4. ↑  Early Morning
5. ↑  Adams Fall
6. ↑  Blossom